# الرمل (اقرمود)
الرمل هو دُوَّار يقع بجماعة أقرمود، إقليم الصويرة، جهة مراكش آسفي في المملكة المغربية. ينتمي الدوّار لمشيخة اقرمود التي تضم 7 دواوير. يقدر عدد سكانه بـ 586 نسمة حسب الإحصاء الرسمي للسكان والسكنى لسنة 2004.

## روابط خارجية
- البوابة الوطنية للجماعات الترابية
- المندوبية السامية للتخطيط